# Damián De Santo
Damián Darío De Santo (Buenos Aires, 12 de junio de 1968) es un actor argentino de cine, teatro y televisión.
De Santo comenzó sus estudios de arte dramático a las órdenes de Lito Cruz y estudió en la Casa del Teatro.

## Trayectoria
Su primer trabajo como actor fue en la obra La tiendita del horror. En ese entonces conoció a Fernán Mirás, quien lo introdujo en el mundo de la televisión tras proponerle un papel de violador en la serie Zona de riesgo. En esa época también trabajó en la telenovela Princesa, junto a Gabriel Corrado.
De aquí en más ya sería una cara conocida para papeles secundarios en series como Canto rodado, Aprender a volar, Sheik, Amigovios y Mi cuñado, entre otras.
Sin embargo, le llegó la oportunidad de trabajar en la exitosa serie Poliladron, de Adrián Suar. A partir de esta intervención comenzó a cobrar notoriedad, especialmente en el papel de Ariel Quintana, el abogado gay de Verdad consecuencia y Gonzalo Pierna Molina en Vulnerables, un chico rico que se esconde en la cocaína para evitar a su familia.
Luego de un impás televisivo, vuelve con la sitcom Amor mío, junto a Romina Yan, con quien repetirían en 2008 la dupla en B&B.
En cine sus apariciones todavía se reducen a papeles secundarios en importantes producciones como El sueño de los héroes (junto a Soledad Villamil y Germán Palacios), Alma mía (protagonizada por Pablo Echarri y Araceli González) y Un día de suerte junto a Valentina Bassi, entre otras.

## Vida personal
Desde 2001 está casado con la bailarina y coreógrafa de tango Vanina Bilous, con quien tiene dos hijos: Joaquín y Camilo.
Desde 2005 vive gran parte del año en la localidad de Villa Giardino, en la provincia de Córdoba donde es propietario de un complejo de cabañas.

## Cine
| Año  | Título                              | Personaje          | Director                                         |
| ---- | ----------------------------------- | ------------------ | ------------------------------------------------ |
| 1992 | Un minuto, treinta y dos segundos   | Secuestrador       | Quique Aguilar                                   |
| 1993 | Tango feroz: la leyenda de Tanguito | Preso 1            | Marcelo Piñeyro                                  |
| 1997 | La furia                            | Sebastián          | Juan Bautista Stagnaro                           |
| 1997 | El sueño de los héroes              | Pegoraro           | Sergio Renán                                     |
| 1999 | Alma mía                            | Tano               | Daniel Barone                                    |
| 1999 | Condor Crux                         | Condor Crux (Voz)  | Juan Pablo Buscarini, Swan Glecer y Pablo Holcer |
| 2001 | Cabeza de tigre                     | Juan José Castelli | Claudio Etcheberry                               |
| 2001 | Historias de Argentina en vivo      |                    | Varios                                           |
| 2001 | +bien                               | Galo               | Eduardo Capilla                                  |
| 2002 | Un día de suerte                    | Toni               | Sandra Gugliotta                                 |
| 2003 | Imposible                           | Bruno              | Cristian Pauls                                   |
| 2003 | La loma... no todo es lo que parece | Toti               | Roberto Luis Garay                               |
| 2007 | Yo soy sola                         | Tomás              | Tatiana Mereñuk                                  |
| 2013 | La boleta                           | Pablo              | Andrés Paternostro                               |
| 2019 | La rosa del desierto                |                    |                                                  |

## Televisión
| Año       | Título                           | Personaje                          | Notas                             |
| --------- | -------------------------------- | ---------------------------------- | --------------------------------- |
| 1993      | Canto rodado                     | Damián                             | Reparto secundario (90 episodios) |
| 1994-1995 | Aprender a volar                 | Poli                               | Reparto secundario (47 episodios) |
| 1995      | Poliladron                       | Fabián del Río                     | Participación (1 episodio)        |
| 1995      | Amigovios                        | Padre Miguel Hernández             | Participación (10 episodios)      |
| 1996-1998 | Verdad consecuencia              | Ariel Quintana                     | Reparto principal (132 episodios) |
| 1999-2000 | Vulnerables                      | Gonzalo Pierna Molina              | Reparto principal (77 episodios)  |
| 2001      | 22, el loco                      | Fabian Martini                     | Reparto principal (96 episodios)  |
| 2002      | Tiempo final                     | "Ep: Velatorio"/"Ep: El anzuelo"   | Participación (2 episodios)       |
| 2002-2003 | Infieles                         | Ariel "Ep4: Algo en común"         | Participación (1 episodio)        |
| 2003      | Malandras                        | Fernando Bertolotti                | Protagonista (12 episodios)       |
| 2003      | Disputas                         | Damián Sosa                        | Participación (3 episodios)       |
| 2004      | Los pensionados                  | Antonio "Tony" Carballo            | Protagonista (116 episodios)      |
| 2004      | Locas de amor                    | Víctor Wernlli                     | Participación (4 episodios)       |
| 2005      | Amor mío                         | Marcos Sinclair                    | Protagonista (160 episodios)      |
| 2006      | Amor mío                         | Marcos Sinclair (Cameo)            | Participación (1 episodio)        |
| 2008      | B&B, Bella & Bestia              | Benito Cifaratti "Benny"           | Protagonista (123 episodios       |
| 2008      | Oportunidades                    | Miguel                             | Protagonista (1 episodio)         |
| 2008-2009 | Socias                           | Máximo                             | Participación                     |
| 2009-2010 | Botineras                        | Eduardo "Tato" Marín               | Protagonista (142 episodios)      |
| 2010      | Lo que el tiempo no dejó         | "Ep: Te quiero"                    | Participación (1 episodio)        |
| 2011-2012 | Decisiones de vida               | Mario "Ep: Repatriados"            | Participación (1 episodio)        |
| 2012      | Viento sur                       | "Ep: La travesía"/"Ep: La máscara" | Participación (2 episodios)       |
| 2013      | Cazados                          | Mariano Pereda                     | Protagonista (13 episodios)       |
| 2014-2015 | Viudas e hijos del rock and roll | Diego Lamas                        | Protagonista (154 episodios)      |
| 2016      | Educando a Nina                  | Checho Quiroga                     | Participación (11 episodios)      |
| 2018-2019 | Morfi, todos a la mesa           | Conductor                          | Rol principal (¿? episodios)      |
| 2022      | El primero de nosostros          | Ignacio "Nacho" Reinoso            | Protagonista (59 episodios)       |

## Premios y nominaciones
| Año  | Premio                | Categoría                          | Programa                | Resultado |
| ---- | --------------------- | ---------------------------------- | ----------------------- | --------- |
| 2001 | Premio Martín Fierro  | Actor de reparto                   | 22, el loco             | Ganador   |
| 2002 | Premio Martín Fierro  | Participación especial Masculina   | Tiempo final e Infieles | Nominado  |
| 2003 | Premio Martín Fierro  | Actuación especial Masculina       | Disputas                | Nominado  |
| 2004 | Premio Martín Fierro  | Participación especial en Ficción  | Locas de amor           | Nominado  |
| 2005 | Premio Martín Fierro  | Actor Protagonista de Comedia      | Amor mío                | Nominado  |
| 2008 | Premio Martín Fierro  | Actor Protagonista de Comedia      | B&B                     | Nominado  |
| 2009 | Premio Martín Fierro  | Actor Protagonista de Novela       | Botineras               | Nominado  |
| 2010 | Premio Martín Fierro  | Actor Protagonista de Novela       | Botineras               | Nominado  |
| 2010 | Premios Tato          | Mejor Actuación                    | Botineras               | Ganador   |
| 2023 | Premios Martín Fierro | Mejor actor protagónico en ficción | El primero de nosotros  | Nominado  |

- Datos: Q5797815
- Multimedia: Damián De Santo / Q5797815